# Colletes striginasis
Colletes striginasis là một loài Hymenoptera trong họ Colletidae. Loài này được Vachal mô tả khoa học năm 1909.